# Лозуватська сільська територіальна громада
Лозуватська сільська територіальна громада — територіальна громада в Україні, у Криворізькому районі Дніпропетровської області, з адміністративним центром у селі Лозуватка.

## Загальна інформація
Площа території — 564,7 км², населення громади — 19 172 особи, з них: міське населення — 1 369 осіб, сільське — 17 803 особи (2020).

## Населені пункти
До складу громади увійшли села Анастасівка, Базарове, Вільне, Гейківка, Грузька Григорівка, Грузьке, Данилівка, Дружба, Зелений Гай, Зелений Луг, Іванівка, Іванівка, Інгулець, Карачунівка, Кривбас, Кудашівка, Лозуватка, Мар'янівка, Надія, Новий Кременчук, Новий Мир, Новоганнівка, Новолозуватка, Павлівка, Радіонівка, Раєво-Олександрівка, Ранній Ранок, Софіївка, Тернівка та селища Мусіївка, Червона Поляна і Христофорівка.

## Історія
Утворена у 2020 році, відповідно до розпорядження Кабінету Міністрів України № 709-р від 12 червня 2020 року «Про визначення адміністративних центрів та затвердження територій територіальних громад Дніпропетровської області», шляхом об'єднання територій та населених пунктів Христофорівської селищної та Вільненської, Гейківської, Грузької, Данилівської, Лозуватської, Софіївської і Чкаловської сільських рад Криворізького району Дніпропетровської області.